# Salad bowl (quan niệm văn hóa)

Đa dạng các thành phần riêng biệt có thể trộn lẫn để tạo nên món salad trộn.

Salad bowl là phép ẩn dụ chỉ đến cách mà một xã hội đa văn hóa có thể hợp nhất nhiều nền văn hóa khác nhau nhưng vẫn duy trì được những bản sắc riêng vốn có của nó, tương phản với khái niệm melting pot (nồi nung chảy) vốn nhấn mạnh sự kết hợp các bộ phận riêng lẻ thành một thể thống nhất. Ở Canada, khái niệm này được biết đến nhiều hơn với tên gọi mảnh ghép văn hóa hoặc "xa lát đảo lên" (tossed salad).
Trong mô hình này, các nền văn hóa khác nhau được đem vào cùng nhau—giống như các phần hợp thành món xa lát—nhưng không cùng cấu thành nên một thứ văn hóa đồng nhất đơn lẻ nào; mỗi nền văn hóa vẫn giữ lại cho mình những đặc tính riêng biệt. Quan niệm này đề xuất một xã hội dành cho nhiều thứ văn hóa cá nhân, bởi ý sau gợi ý rằng các nhóm sắc tộc có thể không đủ khả năng để bảo tồn di sản của mình.
Thành phố New York của Mỹ có thể được xem là một "salad bowl" theo đúng nghĩa của nó.